# شارلوت هوپ
شارلوت هوپ (انگلیسی: Charlotte Hope) هنرپیشه اهل انگلستان است. وی بیشتر به خاطر ایفای نقش میراندا (معشوقهٔ رمزی بولتون) در مجموعه تلویزیونی بازی تاج و تخت شناخته شده‌است.
هوپ همچنین در فیلم‌های نظریه همه‌چیز، بینوایان، زن نامرئی، راهبه و متفقین نیز بازی کرده‌است.